# 2025년 태안화력발전소 사고
2025년 태안화력발전소 사고는 한전KPS의 하청업체인 한국파워오엔엠 소속 50세 비정규직 노동자 김충현(1975년 ~ 2025년 6월 2일)이 한국서부발전이 운영하는 태안화력발전소에서 2025년 6월 2일 오후 기계에 끼여 사망한 사고이다.

## 같이 보기
- 2018년 태안화력발전소 사고